# Multidentula lamellifera
Multidentula lamellifera is een slakkensoort uit de familie van de Enidae. De wetenschappelijke naam van de soort is voor het eerst geldig gepubliceerd in 1858 door Rossmassler.